# Tremellodendropsis transpusio
Tremellodendropsis transpusio är en svampart som beskrevs av D.A. Crawford 1954. Tremellodendropsis transpusio ingår i släktet Tremellodendropsis, ordningen Auriculariales, klassen Agaricomycetes, divisionen basidiesvampar och riket svampar.   Inga underarter finns listade i Catalogue of Life.